# Plaza de toros de La Condomina
La plaza de toros de La Condomina se encuentra en la ciudad española de Murcia.
De estilo ecléctico y construida a base de mampostería y hierro, fue diseñada por el arquitecto Justo Millán Espinosa e inaugurada el 6 de septiembre de 1887 con una corrida de toros en la que participaron Lagartijo, Juan Ruiz "Lagartija" y Luis Mazzantini. 
Se trata de una plaza de toros de segunda categoría, con forma de un polígono regular de 80 lados, con capacidad para unas 15 000 personas y un ruedo de 53 metros de diámetro. En el momento de su construcción y hasta que se construyeron las llamadas "Monumentales" era la más grande de España.
Es propiedad de la familia Bernal desde 1933. En la actualidad se celebran en ella la Feria de Murcia en el mes de septiembre y el tradicional festival a beneficio de la Asociación Española Contra el Cáncer (AECC), que acoge a las mejores figuras del toreo, así como otros espectáculos entre los que pueden destacarse conciertos de importantes artistas del panorama nacional e internacional.
En 2012 se conmemoró el 125.º aniversario de su inauguración. Coincidiendo con esta efeméride se celebraron diversos actos, destacando la Corrida Goyesca donde se lidiaron toros de Parladé (1º) y Juan Pedro Domecq para Enrique Ponce, Pepín Liria y José María Manzanares. Además de este acto central, se publicó el libro "Toros en La Condomina 1887-2012" escrito por el crítico cartagenero Manuel Guillén y editado por Edicions Bellaterra.